# Richard Earlom

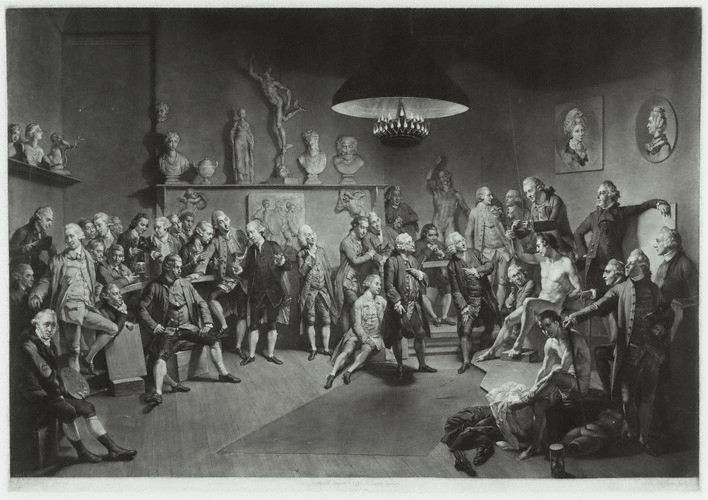
Richard Earlom

Richard Earlom (ochrz. 14 maja 1743 w Londynie, zm. 9 października 1822 tamże) – angielski rysownik i rytownik. 

## Życiorys
Łączył technikę akwafortową z mezzotintą. Rytował m.in. dzieła Rubensa, van Dycka, wykonał też ilustracje według rysunków Claude’a Lorraina do Liber veritatis (1777, 2 t.).